# Marilyn McCord Adams
Marilyn McCord Adams (Oak Park, Illinois, 1943. október 12. – Princeton, New Jersey, 2017. március 22.) amerikai filozófus, az amerikai Episzkopális Egyház lelkésze.

## Művei
- "Is the Existence of God a 'Hard' Fact?" (1967, The Philosophical Review Vol. LXXVI, No. 4, 1967, októberi szám, 492-503)
- William of Ockham (1987)
- The Problem of Evil (1990, szerkesztette Robert Merrihew Adams-szel)
- Horrendous Evils and the Goodness of God (1999)
- "What Sort of Human Nature? Medieval Philosophy and the Systematics of Christology" (1999)
- Christ and Horrors: The Coherence of Christology (2006, az 1998–1999-es giffordi előadások alapján)
- Some Later Medieval Theories of the Eucharist: Thomas Aquinas, Giles of Rome, Duns Scotus, and William Ockham (2010)

Fordítások
- Paulus Venetas: On the Truth and Falsity of Propositions and On the Significatum of a Proposition (1977)
- William Ockham: Predestination, God's Foreknowledge, and Future Contingents (1983, szerkesztette és fordította Norman Kretzmannal)